# Bill Nye
William Sanford "Bill" Nye (Washington, D.C., 27. studenog 1955.), također poznat kao Bill Nye, čovjek znanosti (en. Bill Nye the Science Guy), američki popularizator znanosti, komičar, televizijski voditelj, glumac, pisac, znanstvenik te bivši inženjer strojarstva. Najpoznatiji je kao domaćin dječje emisije Bill Nye the Science Guy, koja se na PBS-u i Disney Channelu prikazivala od 1993. do 1998. godine, ali je poznat i po raznim pojavljivanjima u medijima kao popularizator znanosti.

## Nagrade i počasti
U svibnju 1999., Nye je bio govornik na Rensselaerovom politehničkom institutu gdje mu je dodijeljen počasni doktorat znanosti. U svibnju 2008. mu je Sveučilište Johnsa Hopkinsa dodijelio počasni doktorat znanosti, a u svibnju 2011. mu je Sveučilište Willamette, gdje je bio glavni govornik, također dodijelio počasni doktorat znanosti. Sveučilište Lehigh je na početnoj svečanosti 20. svibnja 2013. dodijelio počasni doktorat pedagogije Billu Nyeu. Američka humanistička asocijacija Nyeu je dodijelila Nagradu za humanista godine (2010.).

## Vanjske poveznice
- Službena stranica
- Bill Nye u internetskoj bazi filmova IMDb-a
- Bill Nye na Twitteru
- Intervju/rasprava s Nyeom kao gostom u radijskoj emisiji Loveline
- "Mijenjanje svijeta sa znanstvenim obrazovanjem"  Arhivirana inačica izvorne stranice od 14. listopada 2007. (Wayback Machine) intervju na radijskoj emisiji Point of Inquiry.
- Intervju u Seattle Timesu (26. travnja 2004.)
- Intervju na Science Channelu